# PEC Zwolle in het seizoen 2016/17 (vrouwen)
Het seizoen 2016/2017 was het 7e jaar in het bestaan van de Zwolse vrouwenvoetbalclub PEC Zwolle. De club kwam uit in de Eredivisie en is geëindigd op de 8e plaats. Ook in de play-offs werd geen terreinwinst geboekt. Naast de competitie was er ook deelneming aan het toernooi om de KNVB beker, hierin werd in de halve finale verloren van AFC Ajax. Het elftal stond tot de winterstop onder leiding van Carin Bakhuis, na de winterstop nam Joran Pot de taken over.

## Wedstrijdstatistieken

### Oefenduels
| Datum + plaats                | Wedstrijd                     | Uitslag       | Scoreverloop                                                                                        |
| ----------------------------- | ----------------------------- | ------------- | --------------------------------------------------------------------------------------------------- |
| 12 augustus 2016 Zwolle       | PEC Zwolle – SC Buitenveldert | 1 – 1 (1 – 0) | 41' Rebecca Doejaaren 1–0, 77' Sanne van Beek 1–1                                                   |
| 17 augustus 2016 Ede          | DTS Ede – PEC Zwolle          | 1 – 7 (0 – 3) | Anouk van Vilsteren (2x), Judith Frijlink (2x), Rebecca Doejaaren, Angenita Lemstra, Suzanne Giesen |
| 26 augustus 2016 Wolfheze     | SGS Essen – PEC Zwolle        | 5 – 0 (? – 0) | Onbekend                                                                                            |
| 14 september 2016 Zwolle      | PEC Zwolle – SV Saestum       | 5 – 0 (? – 0) | Maxime Bennink (2x), Yvette van Daelen (2x), Rebecca Doejaaren                                      |
| 18 september 2016 Cloppenburg | BV Cloppenburg – PEC Zwolle   | 2 – 0 (? – 0) | Onbekend                                                                                            |
|                               |                               |               | |
| 21 januari 2017 Zwolle        | PEC Zwolle – BV Cloppenburg   | 1 – 1 (0 – 0) | 75' Nadine Luker 0–1, 88' Rebecca Doejaaren 1–1                                                     |

### Eredivisie
| 1e speelronde | PEC Zwolle | 0 – 2 (0 – 1)    | Achilles '29 | Opstelling PEC Zwolle: |
| 2 september 2016 Aanvangstijd: 19:30 uur Plaats: Zwolle MAC³PARK stadion Toeschouwers: Niet bekend Scheidsrechter: Niet bekend               | | Wedstrijdverslag | 31' Bonita Theunissen 86' Yvette Derks                                                                                               | Olthuis, Bakker, Van Dam, Frijlink, Borg, Bruinenberg (74' Lemstra), Van Os, Giesen, Van Schoonhoven, De Graaf, Doejaaren 19' Van Dam                                                                           |
| 2e speelronde | FC Twente | 1 – 0 (1 – 0)    | PEC Zwolle | Opstelling PEC Zwolle: |
| 9 september 2016 Aanvangstijd: 19:30 uur Plaats: Enschede Sportpark Slangenbeek Toeschouwers: Niet bekend Scheidsrechter: Niet bekend        | Marthe Munsterman 4'                                                                                                 | Wedstrijdverslag | | Olthuis, Van Os, Borg, Scheggetmann, Van Dam, Bakker, Giesen (80' Bennink), Bruinenberg, Frijlink, De Graaf, Doejaaren Borg, Scheggetmann                                                                       |
| 3e speelronde | PEC Zwolle | 0 – 1 (0 – 0)    | ADO Den Haag | Opstelling PEC Zwolle: |
| 23 september 2016 Aanvangstijd: 19:30 uur Plaats: Zwolle MAC³PARK stadion Toeschouwers: Niet bekend Scheidsrechter: Ruud van der Wielen      | | Wedstrijdverslag | 75' Victoria Pelova | Olthuis, Van Os, Bakker (88' Van Vilsteren), Scheggetmann, Van Dam, Borg, Giesen (80' Bennink), Bruinenberg (67' Van Schoonhoven), De Graaf, Frijlink, Doejaaren                                                |
| 4e speelronde | SC Telstar VVNH | 1 – 1 (0 – 0)    | PEC Zwolle | Opstelling PEC Zwolle: |
| 30 september 2016 Aanvangstijd: 19:30 uur Plaats: Velsen-Zuid Rabobank IJmond Stadion Toeschouwers: Niet bekend Scheidsrechter: Louis Wagner | Katja Snoeijs 64' | Wedstrijdverslag | 77' Maxime Bennink | Olthuis, Van Os, Bakker, Scheggetmann, Borg, Bruinenberg, Van Vilsteren, Giesen (81' Van Daelen), Frijlink, De Graaf (74' Bennink), Doejaaren 72' Borg, 73' Frijlink                                            |
| 5e speelronde | PEC Zwolle | 2 – 2 (0 – 0)    | sc Heerenveen | Opstelling PEC Zwolle: |
| 7 oktober 2016 Aanvangstijd: 19:30 uur Plaats: Zwolle MAC³PARK stadion Toeschouwers: Niet bekend Scheidsrechter: Bart Pleiter                | 76' Esmee de Graaf 90' Esmee de Graaf                                                                                | Wedstrijdverslag | 60' Nathalie van den Heuvel 76' Kim van Velzen                                                                                       | Olthuis, Van Os, Scheggetmann, Bakker, Van Vilsteren (75' Tiemens), Borg (67' Van Schoonhoven), De Graaf, Bruinenberg, Giesen, Frijlink, Doejaaren (59' Bennink) 48' Bruinenberg                                |
| 6e speelronde | Ajax | 5 – 0 (2 – 0)    | PEC Zwolle | Opstelling PEC Zwolle: |
| 14 oktober 2016 Aanvangstijd: 19:30 uur Plaats: Amsterdam Sportpark De Toekomst Toeschouwers: Niet bekend Scheidsrechter: Dhr. Duindam       | Chantal de Ridder 37' Desiree van Lunteren 43' Kelly Zeeman 78' Betsy Hassett 80' Marjolijn van den Bighelaar 82'    | Wedstrijdverslag | | Olthuis, Van Os, Bakker, Scheggetmann, Van Vilsteren, Bruinenberg, Giesen, Borg (69' Van Schoonhoven), De Graaf (80' Van Daelen), Doejaaren (58' Bennink), Frijlink 40' Borg                                    |
| 7e speelronde | PEC Zwolle | 0 – 2 (0 – 1)    | PSV | Opstelling PEC Zwolle: |
| 28 oktober 2016 Aanvangstijd: 19:30 uur Plaats: Zwolle MAC³PARK stadion Toeschouwers: Niet bekend Scheidsrechter: Dhr. Jensch                | | Wedstrijdverslag | 4' Kirsten Koopmans 90+1' Vanity Lewerissa                                                                                           | Olthuis, Van Os, Giesen, Bakker, Van Vilsteren, Borg (75' Tiemens), Bruinenberg, Lemstra (62' Van Daelen), De Graaf, Doejaaren (69' Bennink), Frijlink                                                          |
| 8e speelronde | Achilles '29 | 3 – 1 (1 – 0)    | PEC Zwolle | Opstelling PEC Zwolle: |
| 4 november 2016 Aanvangstijd: 19:30 uur Plaats: Groesbeek Sportpark De Heikant Toeschouwers: Niet bekend Scheidsrechter: Niet bekend         | Michelle van der Laan 12' Bonita Theunissen 61' Joy Kersten 77'                                                      |                  | 66' Maxime Bennink | Olthuis, Van Os, Giesen, Bakker, Van Vilsteren (46' Tiemens), Van Schoonhoven, Bruinenberg, Lemstra (65' Van Daelen), De Graaf, Doejaaren (56' Bennink), Frijlink                                               |
| 9e speelronde | PEC Zwolle | 1 – 4 (1 – 0)    | SC Telstar VVNH | Opstelling PEC Zwolle: |
| 11 november 2016 Aanvangstijd: 19:30 uur Plaats: Zwolle MAC³PARK stadion Toeschouwers: Niet bekend Scheidsrechter: Lennart Fledderus         | Rebecca Doejaaren 43'                                                                                                | Wedstrijdverslag | 61' Babische Roof 63' Katja Snoeijs 79' Katja Snoeijs 90+2' Anne-Fleur Duppen                                                        | Olthuis, Van Os, Giesen, Scheggetmann, Van Vilsteren (80' Weijkamp), Van Schoonhoven, Frijlink, Bennink, De Graaf (80' Banarsie), Doejaaren, Van Daelen 83' Giesen                                              |
| 10e speelronde | ADO Den Haag | 4 – 3 (0 – 2)    | PEC Zwolle | Opstelling PEC Zwolle: |
| 18 november 2016 Aanvangstijd: 19:30 uur Plaats: Den Haag Kyocera Stadion Toeschouwers: Niet bekend Scheidsrechter: Dhr. Vink                | Lindsey Keizerwaard 60' Pia Rijsdijk 68' Sharona Tieleman 78' Marthe van Erk 81' (pen.)                              | Wedstrijdverslag | 16' (ed) Fréderique Nieuwland 21' Maxime Bennink 69' Rebecca Doejaaren                                                               | Olthuis, Van Os, Giesen, Scheggetmann, Van Vilsteren, Frijlink, Van Schoonhoven (72' Borg), Bennink (89' Weijkamp), De Graaf, Doejaaren (75' Niens), Van Daelen 45' Van Vilsteren, 53' Giesen, 80' Scheggetmann |
| 11e speelronde | PEC Zwolle | 1 – 4 (1 – 1)    | FC Twente | Opstelling PEC Zwolle: |
| 2 december 2016 Aanvangstijd: 19:30 uur Plaats: Zwolle MAC³PARK stadion Toeschouwers: Niet bekend Scheidsrechter: Marije Deuring             | Rebecca Doejaaren 23'                                                                                                | Wedstrijdverslag | 27' Eshly Bakker 59' Eshly Bakker 61' Eshly Bakker 83' Renate Jansen                                                                 | Olthuis, Van Os, Giesen, Scheggetmann, Van Vilsteren, Van Schoonhoven, Frijlink, De Graaf, Doejaaren, Bennink, Van Daelen 27' Van Vilsteren                                                                     |
| 12e speelronde | PEC Zwolle | 0 – 4 (0 – 1)    | Ajax | Opstelling PEC Zwolle: |
| 9 december 2016 Aanvangstijd: 19:30 uur Plaats: Zwolle MAC³PARK stadion Toeschouwers: Niet bekend Scheidsrechter: Dhr. Jensch                | | Wedstrijdverslag | 45' Kelly Zeeman 71' Soraya Verhoeve 87' Betsy Hassett 89' Inessa Kaagman                                                            | Olthuis, Van Os, Giesen, Scheggetmann, Van Vilsteren, Van Schoonhoven, Frijlink (74' Borg), Bennink, Weijkamp (80' Niens), De Graaf, Van Daelen 77' Borg                                                        |
| 13e speelronde | sc Heerenveen | 3 – 4 (3 – 1)    | PEC Zwolle | Opstelling PEC Zwolle: |
| 16 december 2016 Aanvangstijd: 19:30 uur Plaats: Heerenveen Sportpark Skoatterwâld Toeschouwers: Niet bekend Scheidsrechter: Dhr. Dam        | Nathalie van den Heuvel 9' Jassina Blom 14' Nathalie van den Heuvel 36'                                              | Wedstrijdverslag | 6' Esmee de Graaf 52' Suzanne Giesen 76' (pen.) Judith Frijlink 90' Anouk van Vilsteren                                              | Olthuis, Van Os (53' Van Dam), Giesen (81' Borg), Scheggetmann, Van Vilsteren, Van Schoonhoven, Frijlink, Bennink (86' Tiemens), De Graaf, Weijkamp, Van Daelen 56' Van Vilsteren, 63' Schoonhoven              |
| 14e speelronde | PSV | 6 – 0 (4 – 0)    | PEC Zwolle | Opstelling PEC Zwolle: |
| 23 december 2016 Aanvangstijd: 19:30 uur Plaats: Eindhoven De Herdgang Toeschouwers: Niet bekend Scheidsrechter: Dhr. Kroesen                | Jeslynn Kuipers 10' Nadia Coolen 11' Jeslynn Kuipers 29' Lucie Akkerman 36' Sisca Folkertsma 49' Jeslynn Kuipers 51' | Wedstrijdverslag | | Olthuis, Van Os (67' Van Dam), Giesen, Scheggetmann, Van Vilsteren (74' Tiemens), De Graaf, Van Schoonhoven, Frijlink, Bennink (67' Borg), Van Daelen, Weijkamp                                                 |
| 15e speelronde | PEC Zwolle | 2 – 3 (1 – 1)    | ADO Den Haag | Opstelling PEC Zwolle: |
| 3 februari 2017 Aanvangstijd: 19:30 uur Plaats: Zwolle MAC³PARK stadion Toeschouwers: 2.860 Scheidsrechter: Dogan Karacaoglan                | Esmee de Graaf 29' Rebecca Doejaaren 83'                                                                             | Wedstrijdverslag | 39' Victoria Pelova 51' Sharona Tieleman 59' Pia Rijsdijk                                                                            | Olthuis, Van Os, Scheggetmann, Giesen (77' Borg), Tiemens, Frijlink, Van Schoonhoven, Van Daelen, Bennink (78' Weijkamp), Doejaaren, De Graaf                                                                   |
| 16e speelronde | Achilles '29 | 3 – 2 (0 – 1)    | PEC Zwolle | Opstelling PEC Zwolle: |
| 10 20 februari 2017 Aanvangstijd: 19:30 uur Plaats: Groesbeek Sportpark De Heikant Toeschouwers: Niet bekend Scheidsrechter: Niet bekend     | Melanie Bross 58' Bonita Theunissen 71' Melanie Bross 85'                                                            | Wedstrijdverslag | 18' Rebecca Doejaaren 50' Suzanne Giesen                                                                                             | Olthuis, Van Os, Bakker (80' Scheggetmann), Frijlink, Tiemens, Giesen (83' Van Vilsteren), Van Schoonhoven, Van Daelen, Bennink (70' Weijkamp), De Graaf, Doejaaren 51' Van Vilsteren, 74' Van Schoonhoven      |
| 17e speelronde | PEC Zwolle | 0 – 5 (0 – 1)    | Ajax | Opstelling PEC Zwolle: |
| 17 februari 2017 Aanvangstijd: 19:30 uur Plaats: Zwolle MAC³PARK stadion Toeschouwers: 465 Scheidsrechter: Jan van Dijk                      | | Wedstrijdverslag | 19' Marjolijn van den Bighelaar 53' Desiree van Lunteren 76' Desiree van Lunteren 81' Marjolijn van den Bighelaar 84' Marlous Pieëte | Olthuis, Van Dam, Frijlink, Scheggetmann (85' Tang), Tiemens, Giesen, Van Schoonhoven, Van Daelen (74' Bakker), Bennink, De Graaf, Doejaaren (63' Weijkamp)                                                     |
| 18e speelronde | PEC Zwolle | 1 – 3 (0 – 1)    | PSV | Opstelling PEC Zwolle: |
| 24 februari 2017 Aanvangstijd: 19:30 uur Plaats: Zwolle MAC³PARK stadion Toeschouwers: Niet bekend Scheidsrechter: Niet bekend               | Suzanne Giesen 64'                                                                                                   | Wedstrijdverslag | 8' Sisca Folkertsma 68' Nadia Coolen 76' Vanity Lewerissa                                                                            | Olthuis, Van Os (84' Van Dam), Frijlink, Bakker, Tiemens (73' Van Vilsteren), Giesen, Van Schoonhoven, Van Daelen, Bennink, De Graaf, Doejaaren (83' Weijkamp)                                                  |
| 19e speelronde | FC Twente | 2 – 2 (1 – 2)    | PEC Zwolle | Opstelling PEC Zwolle: |
| 17 maart 2017 Aanvangstijd: 19:30 uur Plaats: Enschede Sportpark Slangenbeek Toeschouwers: Niet bekend Scheidsrechter: Wilfried van Schaik   | Ellen Jansen 39' Ellen Jansen 72'                                                                                    | Wedstrijdverslag | 3' Judith Frijlink 7' Maxime Bennink                                                                                                 | Olthuis, Van Os, Frijlink, Bakker (72' Scheggetmann), Tiemens, Giesen (84' Borg), Van Schoonhoven, Van Daelen, Bennink (67' Van Vilsteren), De Graaf, Doejaaren 76' Scheggetmann                                |
| 20e speelronde | PEC Zwolle | 4 – 3 (3 – 1)    | SC Telstar VVNH | Opstelling PEC Zwolle: |
| 24 maart 2017 Aanvangstijd: 19:30 uur Plaats: Zwolle MAC³PARK stadion Toeschouwers: Niet bekend Scheidsrechter: Pascal Arnts                 | Rebecca Doejaaren 2' Rebecca Doejaaren 22' Esmee de Graaf 40' Suzanne Giesen 78'                                     | Wedstrijdverslag | 43' Linda Bakker 70' (pen.) Babiche Roof 90' Linda Bakker                                                                            | Olthuis, Van Os, Frijlink, Scheggetmann, Tiemens, Giesen, Van Schoonhoven, Van Daelen, Bennink (83' Van Vilsteren), De Graaf (71' Borg), Doejaaren (24' Weijkamp) 70' Olthuis, 76' Van Schoonhoven              |
| 21e speelronde | sc Heerenveen | 4 – 0 (2 – 0)    | PEC Zwolle | Opstelling PEC Zwolle: |
| 31 maart 2017 Aanvangstijd: 19:30 uur Plaats: Heerenveen Sportpark Skoatterwâld Toeschouwers: Niet bekend Scheidsrechter: Dhr. Berends       | Tiny Hoekstra 23' Laura Strik 31' Nathalie van den Heuvel 58' Jassina Blom 61'                                       | Wedstrijdverslag | | Olthuis, Van Os, Frijlink, Scheggetmann (60' Van Vilsteren), Tiemens, Van Schoonhoven (69' Lemstra), Giesen (45' Borg), Van Daelen, De Graaf, Doejaaren, Bennink                                                |

### Plaatsen 5–8
| 1e speelronde | PEC Zwolle                                                                      | 3 – 1 (0 – 0)               | Achilles '29                                                     | Opstelling PEC Zwolle: |
| 21 april 2017 Aanvangstijd: 19:30 uur Plaats: Zwolle MAC³PARK stadion Toeschouwers: 377 Scheidsrechter: Richard Kroesen / Nick Wenneker | Yvette van Daelen 61' Yvette van Daelen 76' Judith Frijlink 87'                 | Wedstrijdverslag            | 65' Melanie Bross                                                | Olthuis, Van Dam, Frijlink, Borg, Tiemens, Van Schoonhoven (90' Lemstra), Van Daelen, Giesen, Bennink (66' De Graaf), Doejaaren (76' Van Vilsteren), Weijkamp 70' Borg                                       |
| 2e speelronde | sc Heerenveen                                                                   | 5 – 1 (3 – 0)               | PEC Zwolle                                                       | Opstelling PEC Zwolle: |
| 28 april 2017 Aanvangstijd: 19:30 uur Plaats: Heerenveen Sportpark Skoatterwâld Toeschouwers: 300 Scheidsrechter: D. Karacaoglan        | Fenna Kalma 2' Tiny Hoekstra 4' Simone Kets 42' Tiny Hoekstra 49' Elze Huls 57' | Wedstrijdverslag[dode link] | 90' Judith Frijlink                                              | Olthuis, Van Dam, Frijlink, Borg (46' Tang), Tiemens, Van Schoonhoven, Van Daelen, Giesen (75' Bakker), Bennink, Weijkamp, Doejaaren (46' Van Vilsteren)                                                     |
| 3e speelronde | PEC Zwolle                                                                      | 1 – 2 (0 – 2)               | SC Telstar VVNH                                                  | Opstelling PEC Zwolle: |
| 5 mei 2017 Aanvangstijd: 19:30 uur Plaats: Zwolle MAC³PARK stadion Toeschouwers: Niet bekend Scheidsrechter: Pascal Arnts               | Babiche Roof 24' Linda Bakker 39'                                               | Wedstrijdverslag[dode link] | 78' Lauri Weijkamp                                               | Pondes, Van Dam (46' Van Vilsteren), Frijlink, Bakker (62' Scheggetmann), Tiemens, Giesen, Van Daelen, Van Schoonhoven, Bennink (62' De Graaf), Weijkamp, Doejaaren                                          |
| 4e speelronde | SC Telstar VVNH                                                                 | 4 – 3 (3 – 0)               | PEC Zwolle                                                       | Opstelling PEC Zwolle: |
| 12 mei 2017 Aanvangstijd: 19:30 uur Plaats: Velsen-Zuid Rabobank IJmond Stadion Toeschouwers: Niet bekend Scheidsrechter: Ferit Akkaya  | Katja Snoeijs 31' Katja Snoeijs 33' Katja Snoeijs 45+1' Jaimy Visser 47'        | Wedstrijdverslag            | 52' Yvette van Daelen 66' Esmee de Graaf 80' Anouk van Vilsteren | Olthuis, Van Vilsteren, Tang (79' Van Dam), Bakker, Tiemens, Borg, Lemstra, Frijlink, De Graaf, Doejaaren (68' Bennink), Van Daelen 77' Bakker                                                               |
| 5e speelronde | PEC Zwolle                                                                      | 2 – 3 (1 – 0)               | sc Heerenveen                                                    | Opstelling PEC Zwolle: |
| 19 mei 2017 Aanvangstijd: 19:30 uur Plaats: Zwolle MAC³PARK stadion Toeschouwers: 2.488 Scheidsrechter: Rick Nelemans                   | Esmee de Graaf 17' Yvette van Daelen 69'                                        | Wedstrijdverslag[dode link] | 52' Fenna Kalma 62' Tiny Hoekstra 65' Simone Kets                | Olthuis, Van Vilsteren, Bakker, Tiemens, Borg (60' Giesen), Lemstra (80' Van Dam), Frijlink, De Graaf, Van Daelen, Bennink (70' Scheggetmann), Doejaaren 24' De Graaf, 27' Borg, 27' Van Daelen 67' Frijlink |
| 6e speelronde | Achilles '29                                                                    | 2 – 1 (0 – 0)               | PEC Zwolle                                                       | Opstelling PEC Zwolle: |
| 26 mei 2017 Aanvangstijd: 19:30 uur Plaats: Groesbeek Sportpark De Heikant Toeschouwers: Niet bekend Scheidsrechter: Killy Mandemakers  | Michelle van der Laan 90+3' Michelle van der Laan 90+4'                         | Wedstrijdverslag[dode link] | 65' Rebecca Doejaaren                                            | Pondes, Van Dam, Scheggetmann, Bakker, Tiemens, Tang, Lemstra (67' Bennink), Van Daelen, De Graaf, Van Vilsteren, Doejaaren (86' Groenenberg)                                                                |

### KNVB beker
| Achtste finale | Jong PEC Zwolle                                                        | 0 – 4 (0 – 2)    | PEC Zwolle                                                                           | Opstelling PEC Zwolle: |
| 27 januari 2017 Aanvangstijd: 19:00 uur Plaats: Zwolle MAC³PARK stadion Toeschouwers: Niet bekend Scheidsrechter: Dhr. De Bruin |                                                                        | Wedstrijdverslag | 12' Yvette van Daelen 14' Rebecca Doejaaren 64' Yvette van Daelen 89' Esmee de Graaf | Olthuis, Van Os, Giesen (25' Scheggetmann), Bakker (54' Van Dam), Tiemens, Borg, Frijlink, Van Daelen, Bennink (74' Van Vilsteren), De Graaf, Doejaaren      |
| Kwartfinale | PEC Zwolle                                                             | 3 – 2 (2 – 2)    | FC Twente                                                                            | Opstelling PEC Zwolle: |
| 11 maart 2017 Aanvangstijd: 19:30 uur Plaats: Zwolle MAC³PARK stadion Toeschouwers: Niet bekend Scheidsrechter: Niet bekend     | Nurija van Schoonhoven 15' Yvette van Daelen 30' Yvette van Daelen 59' | Wedstrijdverslag | 42' Ellen Jansen 45' Jill Roord                                                      | |
| Halve finale | PEC Zwolle                                                             | 1 – 3 (1 – 1)    | AFC Ajax                                                                             | Opstelling PEC Zwolle: |
| 14 april 2017 Aanvangstijd: 19:30 uur Plaats: Zwolle MAC³PARK stadion Toeschouwers: 1.455 Scheidsrechter: Niet bekend           | Yvette van Daelen 12'                                                  | Wedstrijdverslag | 20' Desiree van Lunteren 67' Anouk Hoogendijk 73' Desiree van Lunteren               | Olthuis, Van Os (73' Van Dam), Frijlink, Borg, Tiemens, Van Schoonhoven, Giesen (79' Van Vilsteren), Van Daelen, De Graaf, Bennink (63' Weijkamp), Doejaaren |

## Selectie en technische staf

### Selectie 2016/17
| Nr.             | Nat.               | Naam                   | Competitie  | Competitie  | Beker       | Beker       | Totaal      | Totaal      | Seizoen bij PEC Zwolle | Vorige club        | Debuut PEC Zwolle |             |             |             |             |
| Nr.             | Nat.               | Naam                   | W           |             | W           |             | W           |             | Seizoen bij PEC Zwolle | Vorige club        | Debuut PEC Zwolle |             |             |             |             |
| Doelvrouwen     | Doelvrouwen        | Doelvrouwen            | Doelvrouwen | Doelvrouwen | Doelvrouwen | Doelvrouwen | Doelvrouwen | Doelvrouwen | Doelvrouwen            | Doelvrouwen        | Doelvrouwen       | Doelvrouwen | Doelvrouwen | Doelvrouwen | Doelvrouwen |
| --------------- | ------------------ | ---------------------- | ----------- | ----------- | ----------- | ----------- | ----------- | ----------- | ---------------------- | ------------------ | ----------------- | ----------- | ----------- | ----------- | ----------- |
| 1               | Vlag van Nederland | Nadja Olthuis          | 25          | 0           | 2           | 0           | 27          | 0           | 7e                     | sc Heerenveen      | 2 september 2010  |             |             |             |             |
| 16              | Vlag van Nederland | Carmen Molenkamp       | 0           | 0           | 0           | 0           | 0           | 0           | 1e                     | Jeugd              | –                 |             |             |             |             |
| 16              | Vlag van Nederland | Moon Pondes            | 2           | 0           | 0           | 0           | 2           | 0           | 1e                     | FC Twente          | 5 mei 2017        |             |             |             |             |
| 16              | Vlag van Nederland | Tirsa Postma           | 0           | 0           | 0           | 0           | 0           | 0           | 1e                     | Jeugd              | –                 |             |             |             |             |
| Verdedigsters   |                    |                        |             |             |             |             |             |             |                        |                    |                   |             |             |             |             |
| 2               | Vlag van Nederland | Joos van Os            | 20          | 0           | 2           | 0           | 22          | 0           | 1e                     | FC Twente          | 2 september 2016  |             |             |             |             |
| 3               | Vlag van Nederland | Pascalle Tang          | 4           | 0           | 0           | 0           | 4           | 0           | 1e                     | sc Heerenveen      | 17 februari 2017  |             |             |             |             |
| 4               | Vlag van Nederland | Kirsten Bakker         | 17          | 0           | 1           | 0           | 18          | 0           | 2e                     | FC Twente          | 21 augustus 2015  |             |             |             |             |
| 12              | Vlag van Nederland | Merlin Tiemens         | 17          | 0           | 2           | 0           | 19          | 0           | 3e                     | Jeugd              | 23 januari 2015   |             |             |             |             |
| 14              | Vlag van Nederland | Kyra Scheggetmann      | 20          | 0           | 1           | 0           | 21          | 0           | 5e                     | Jeugd              | 29 maart 2013     |             |             |             |             |
| 15              | Vlag van Nederland | Hanna Groenenberg      | 1           | 0           | 0           | 0           | 1           | 0           | 1e                     | Jeugd              | 26 mei 2017       |             |             |             |             |
| 22              | Vlag van Nederland | Lydia Borg             | 18          | 0           | 2           | 0           | 20          | 0           | 5e                     | sc Heerenveen      | 23 september 2010 |             |             |             |             |
| 24              | Vlag van Nederland | Marije van Dam         | 13          | 0           | 2           | 0           | 15          | 0           | 3e                     | Jeugd              | 2 september 2014  |             |             |             |             |
| Middenveldsters |                    |                        |             |             |             |             |             |             |                        |                    |                   |             |             |             |             |
| 5               | Vlag van Nederland | Anouk van Vilsteren    | 24          | 2           | 2           | 0           | 26          | 2           | 4e                     | Jeugd              | 14 maart 2014     |             |             |             |             |
| 6               | Vlag van Nederland | Nurija van Schoonhoven | 22          | 0           | 1           | 1           | 23          | 1           | 2e                     | Jeugd              | 6 november 2015   |             |             |             |             |
| 8               | Vlag van Nederland | Sharon Bruinenberg     | 8           | 0           | 0           | 0           | 8           | 0           | 5e                     | Jeugd              | 16 maart 2013     |             |             |             |             |
| 10              | Vlag van Nederland | Suzanne Giesen         | 25          | 4           | 2           | 0           | 27          | 4           | 3e                     | RKHVV (ama)        | 2 september 2014  |             |             |             |             |
| 11              | Vlag van Nederland | Judith Frijlink        | 26          | 4           | 2           | 0           | 28          | 4           | 7e                     | ADO Den Haag       | 2 september 2010  |             |             |             |             |
| 15              | Vlag van Nederland | Jeslin Niens           | 2           | 0           | 0           | 0           | 2           | 0           | 1e                     | Jeugd              | 18 november 2016  |             |             |             |             |
| 17              | Vlag van Nederland | Lauri Weijkamp         | 13          | 1           | 1           | 0           | 14          | 1           | 2e                     | Jeugd              | 1 april 2016      |             |             |             |             |
| 20              | Vlag van Nederland | Angenita Lemstra       | 7           | 0           | 0           | 0           | 7           | 0           | 1e                     | Be Quick '28 (ama) | 2 september 2016  |             |             |             |             |
| –               | Vlag van Nederland | Kely Pruim             | 0           | 0           | 0           | 0           | 0           | 0           | 1e                     | Jeugd              | –                 |             |             |             |             |
| Aanvalsters     |                    |                        |             |             |             |             |             |             |                        |                    |                   |             |             |             |             |
| 7               | Vlag van Nederland | Esmee de Graaf         | 26          | 7           | 2           | 1           | 28          | 8           | 2e                     | SV Saestum (ama)   | 21 augustus 2015  |             |             |             |             |
| 9               | Vlag van Nederland | Yvette van Daelen      | 23          | 4           | 2           | 5           | 25          | 9           | 5e                     | Jeugd              | 9 november 2012   |             |             |             |             |
| 18              | Vlag van Nederland | Rebecca Doejaaren      | 24          | 8           | 2           | 1           | 26          | 9           | 3e                     | Jeugd              | 20 februari 2015  |             |             |             |             |
| 19              | Vlag van Nederland | Amy Banarsie           | 1           | 0           | 0           | 0           | 1           | 0           | 2e                     | Jeugd              | 13 mei 2016       |             |             |             |             |
| 21              | Vlag van Nederland | Maxime Bennink         | 26          | 4           | 2           | 0           | 28          | 4           | 1e                     | FC Twente          | 9 september 2016  |             |             |             |             |
| Nr.             | Nat.               | Naam                   | W           |             | W           |             | W           |             | Seizoen bij PEC Zwolle | Vorige club        | Debuut            |             |             |             |             |
| Nr.             | Nat.               | Naam                   | Competitie  | Competitie  | Beker       | Beker       | Totaal      | Totaal      | Seizoen bij PEC Zwolle | Vorige club        | Debuut            |             |             |             |             |

### Technische staf
| Naam                           | Functie           |
| ------------------------------ | ----------------- |
| Carin Bakhuis (Tot 12 januari) | Hoofdtrainer      |
| Joran Pot (Vanaf 13 januari)   | Hoofdtrainer      |
| Joran Pot (Tot 12 januari)     | Assistent-trainer |

## Statistieken PEC Zwolle 2016/2017

### Eindstand PEC Zwolle in de Nederlandse Eredivisie Vrouwen 2016 / 2017
| Stand | Gespeeld | Gewonnen | Gelijk | Verloren | Punten | Doelpunten voor | Doelpunten tegen | Gele kaarten | Rode kaarten |
| ----- | -------- | -------- | ------ | -------- | ------ | --------------- | ---------------- | ------------ | ------------ |
| 8e    | 21       | 2        | 3      | 16       | 9      | 24              | 65               | 20           | 0            |

### Eindstand PEC Zwolle in de Play-offs 5–8 2016 / 2017
| Stand | Gespeeld | Gewonnen | Gelijk | Verloren | Punten | Doelpunten voor | Doelpunten tegen | Gele kaarten | Rode kaarten |
| ----- | -------- | -------- | ------ | -------- | ------ | --------------- | ---------------- | ------------ | ------------ |
| 8e    | 6        | 1        | 0      | 5        | 3      | 11              | 17               | 5            | 1            |

### Topscorers
| #                | Naam                                | Goal |
| ---------------- | ----------------------------------- | ---- |
| 1.               | Rebecca Doejaaren                   | 8    |
| 2.               | Esmee de Graaf                      | 7    |
| 3.               | Maxime Bennink                      | 4    |
| 3.               | Yvette van Daelen                   | 4    |
| 3.               | Suzanne Giesen                      | 4    |
| 3.               | Judith Frijlink                     | 4    |
| 4.               | Anouk van Vilsteren                 | 2    |
| 5.               | Lauri Weijkamp                      | 1    |
| Eigen doelpunten |                                     |      |
| 1.               | Fréderique Nieuwland (ADO Den Haag) | 1    |
| Totaal           | Totaal                              | 35   |

| #      | Naam                   | Goal |
| ------ | ---------------------- | ---- |
| 1.     | Yvette van Daelen      | 5    |
| 2.     | Rebecca Doejaaren      | 1    |
| 2.     | Esmee de Graaf         | 1    |
| 2.     | Nurija van Schoonhoven | 1    |
| Totaal | Totaal                 | 8    |

| #      | Naam                | Goal |
| ------ | ------------------- | ---- |
| 1.     | Rebecca Doejaaren   | 4    |
| 2.     | Maxime Bennink      | 2    |
| 2.     | Yvette van Daelen   | 2    |
| 2.     | Judith Frijlink     | 2    |
| 2.     | Anouk van Vilsteren | 2    |
| 3.     | Suzanne Giesen      | 1    |
| 3.     | Angenita Lemstra    | 1    |
| Totaal | Totaal              | 14   |

### Kaarten
| #      | Naam                   | Kreeg geel |
| ------ | ---------------------- | ---------- |
| 1.     | Lydia Borg             | 6          |
| 2.     | Kyra Scheggetmann      | 3          |
| 2.     | Anouk van Vilsteren    | 3          |
| 3.     | Yvette van Daelen      | 2          |
| 3.     | Suzanne Giesen         | 2          |
| 3.     | Nurija van Schoonhoven | 2          |
| 4.     | Kirsten Bakker         | 1          |
| 4.     | Sharon Bruinenberg     | 1          |
| 4.     | Marije van Dam         | 1          |
| 4.     | Judith Frijlink        | 1          |
| 4.     | Esmee de Graaf         | 1          |
| 4.     | Nadja Olthuis          | 1          |
| 4.     | Merlin Tiemens         | 1          |
| Totaal | Totaal                 | 25         |

| #      | Naam        | Kreeg voor de tweede keer geel en dus rood |
| ------ | ----------- | ------------------------------------------ |
| –      | Geen speler | 0                                          |
| Totaal | Totaal      | 0                                          |

| #      | Naam            | Weggestuurd |
| ------ | --------------- | ----------- |
| 1.     | Judith Frijlink | 1           |
| Totaal | Totaal          | 1           |

### Punten per speelronde
| Speelronde | 1 | 2 | 3 | 4 | 5 | 6 | 7 | 8 | 9 | 10 | 11 | 12 | 13 | 14 | 15 | 16 | 17 | 18 | 19 | 20 | 21 |   | PO1 | PO2 | PO3 | PO4 | PO5 | PO6 |
| ---------- | - | - | - | - | - | - | - | - | - | -- | -- | -- | -- | -- | -- | -- | -- | -- | -- | -- | -- | - | --- | --- | --- | --- | --- | --- |
| Punten     | 0 | 0 | 0 | 1 | 1 | 0 | 0 | 0 | 0 | 0  | 0  | 0  | 3  | 0  | 0  | 0  | 0  | 0  | 1  | 3  | 0  | 3 | 0   | 0   | 0   | 0   | 0   |     |

### Punten na speelronde
| Speelronde | 1 | 2 | 3 | 4 | 5 | 6 | 7 | 8 | 9 | 10 | 11 | 12 | 13 | 14 | 15 | 16 | 17 | 18 | 19 | 20 | 21 |   | PO1 | PO2 | PO3 | PO4 | PO5 | PO6 |
| ---------- | - | - | - | - | - | - | - | - | - | -- | -- | -- | -- | -- | -- | -- | -- | -- | -- | -- | -- | - | --- | --- | --- | --- | --- | --- |
| Punten     | 0 | 0 | 0 | 1 | 2 | 2 | 2 | 2 | 2 | 2  | 2  | 2  | 5  | 5  | 5  | 5  | 5  | 5  | 6  | 9  | 9  | 8 | 8   | 8   | 8   | 8   | 8   |     |

### Stand na speelronde
| Speelronde | 1  | 2  | 3  | 4  | 5  | 6  | 7  | 8  | 9  | 10 | 11 | 12 | 13 | 14 | 15 | 16 | 17 | 18 | 19 | 20 | 21 |    | PO1 | PO2 | PO3 | PO4 | PO5 | PO6 |
| ---------- | -- | -- | -- | -- | -- | -- | -- | -- | -- | -- | -- | -- | -- | -- | -- | -- | -- | -- | -- | -- | -- | -- | --- | --- | --- | --- | --- | --- |
| Stand      | 8e | 8e | 7e | 7e | 8e | 8e | 8e | 8e | 8e | 8e | 8e | 8e | 8e | 8e | 8e | 8e | 8e | 8e | 8e | 8e | 8e | 7e | 8e  | 8e  | 8e  | 8e  | 8e  |     |

### Doelpunten per speelronde
| Speelronde | 1 | 2 | 3 | 4 | 5 | 6 | 7 | 8 | 9 | 10 | 11 | 12 | 13 | 14 | 15 | 16 | 17 | 18 | 19 | 20 | 21 |   | PO1 | PO2 | PO3 | PO4 | PO5 | PO6 | Totaal |
| ---------- | - | - | - | - | - | - | - | - | - | -- | -- | -- | -- | -- | -- | -- | -- | -- | -- | -- | -- | - | --- | --- | --- | --- | --- | --- | ------ |
| Doelpunten | 0 | 0 | 0 | 1 | 2 | 0 | 0 | 1 | 1 | 3  | 1  | 0  | 4  | 0  | 2  | 2  | 0  | 1  | 2  | 4  | 0  | 3 | 1   | 1   | 3   | 2   | 1   | 35  |        |

## Mutaties

### Zomer

#### Aangetrokken
| Nr. | Nat. | Naam             | Van                | Type         | Contract     | Transfersom | Bijzonderheid |
| --- | ---- | ---------------- | ------------------ | ------------ | ------------ | ----------- | ------------- |
| 24  | NL   | Maxime Bennink   | FC Twente          | Transfervrij | 30 juni 2017 | n.v.t.      | –             |
| 22  | NL   | Lydia Borg       | sc Heerenveen      | Transfervrij | 30 juni 2017 | n.v.t.      | –             |
| 7   | NL   | Angenita Lemstra | Be Quick '28 (ama) | Transfervrij | 30 juni 2017 | n.v.t.      | –             |
| 21  | NL   | Joos van Os      | FC Twente          | Transfervrij | 30 juni 2017 | n.v.t.      | –             |
| 16  | NL   | Moon Pondes      | FC Twente          | Transfervrij | 30 juni 2017 | n.v.t.      | –             |
| 3   | NL   | Pascalle Tang    | sc Heerenveen      | Transfervrij | 30 juni 2017 | n.v.t.      | –             |

#### Vertrokken
| Nr. | Nat. | Naam                 | Naar      | Type           | Transfersom | Wed. | Dlpt. |
| --- | ---- | -------------------- | --------- | -------------- | ----------- | ---- | ----- |
| 22  | NL   | Anouk Borgman        | FC Twente | Einde contract | n.v.t.      | 4    | 0     |
| 4   | NL   | Verena Jager         | Onbekend  | Einde contract | n.v.t.      | 24   | 0     |
| 6   | NL   | Tessa Klein Braskamp | Stopt     | Einde contract | n.v.t.      | 78   | 7     |
| 7   | NL   | Joyce Mijnheer       | Onbekend  | Einde contract | n.v.t.      | 44   | 15    |
| 5   | NL   | Jorie Schepers       | Onbekend  | Einde contract | n.v.t.      | 46   | 1     |
| 15  | NL   | Lesley te Winkel     | Onbekend  | Einde contract | n.v.t.      | 38   | 0     |

#### Statistieken transfers zomer
| Gekochte spelers | Verkochte spelers | Gehuurde spelers | Verhuurde spelers | Spelers terug van verhuurperiode | Spelers einde van huurperiode | Transfervrij aangetrokken spelers | Transfervrij vertrokken spelers | Doorgestroomde jeugdspelers |
| ---------------- | ----------------- | ---------------- | ----------------- | -------------------------------- | ----------------------------- | --------------------------------- | ------------------------------- | --------------------------- |
| 0                | 0                 | 0                | 0                 | 0                                | 0                             | 6                                 | 6                               | 0                           |

## Voetnoten
Achilles '29 · 
ADO Den Haag · 
Ajax · 
sc Heerenveen · 
PEC Zwolle · 
PSV · 
SC Telstar VVNH · 
FC Twente